# علی‌آباد (ششده و قره‌بلاغ)
علی‌آباد، روستایی از توابع بخش ششده و قره‌بلاغ شهرستان فسا در استان فارس ایران است.

## جمعیت
این روستا در دهستان قره‌بلاغ قرار دارد و براساس سرشماری مرکز آمار ایران در سال ۱۳۸۵، جمعیت آن ۱۴۳ نفر (۳۹خانوار) بوده‌است.